# ترزی‌کوی (گوینوجک)
ترزی‌کوی (به ترکی استانبولی: Terziköy) یک منطقهٔ مسکونی در ترکیه است که در گوینوجک واقع شده‌است.